# Pseudostella
Pseudostella is een geslacht van vlinders van de familie spinneruilen (Erebidae), uit de onderfamilie Calpinae.

## Soorten
- P. cyanolepia Kaye, 1907
- P. oenone Schaus
- P. pegasis Schaus, 1912